# François Denys Légitime
François Denys Légitime dit François D. Légitime, né le 20 novembre 1841 à Jérémie et mort le 29 juillet 1935 à Port-au-Prince, est un général et homme politique haïtien qui fut président de la république d'Haïti du 16 octobre 1888 au 22 août 1889, date de sa démission à la suite du coup d'État de Florvil Hyppolite.
Ministre sous le règne du dictateur Lysius Salomon, il se rallie à la République lors de la révolution de 1888 et intègre le gouvernement provisoire présidé par Boisrond-Canal. Candidat à la présidence, il porte les couleurs du parti libéral face au général Seïde Thélémaque, candidat du parti nationaliste. Après avoir assuré l'intérim entre octobre et décembre 1888, il est élu président le 16 décembre pour un mandat de sept ans. Favorable à une démocratisation profonde de l'État, il forme un gouvernement d'union nationale avec le parti nationaliste, et tente de renforcer la République en excluant les descendants des autocrates haïtiens des instances politiques du pays. Rapidement, sa politique démocrate et progressiste pousse les vitalistes (partisans d'un pouvoir autocratique assuré par un président à vie) à prendre les armes contre le président. Le soulèvement armé du général Hyppolite, descendant de Dessalines, le force à la démission et à l'exil, le 22 août 1889.
Revenu d'exil, il est nommé, le 27 juin 1918, membre du Conseil d'État. En 1923, il est membre fondateur de la Société d'histoire et de géographie d'Haïti. Il meurt le 29 juillet 1935 à l'âge de 93 ans.

## Biographie

### Origines familiales et début de carrière
François-Denys est le fils de Denys Légitime et de Tinette Lespérance, elle-même née de l'union de deux esclaves affranchis d'une propriété de Jérémie dans la colonie française de Saint-Domingue, Joseph Lespérance et Modeste Testas. Ces derniers sont issus de la traite négrière.
Après l'obtention de son baccalauréat, il commence une carrière militaire au cours de laquelle il est promu au grade de colonel en 1874. Sous le règne de Fabre Geffrard, Légitime est adjudant général puis aide de camp sous les ordres du républicain Nissage Saget.

### Parcours politique

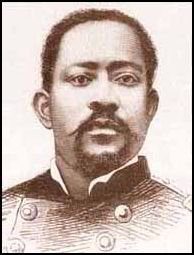
Portrait de l'adjudant Légitime (1878).

Sa carrière politique le conduit tout d'abord au Sénat. En juillet 1879, il participe au Comité Central de Salut Public, présidé par Pierre Théoma Boisrond-Canal. La tâche principale du gouvernement provisoire est alors de préparer la future élection présidentielle. Le coup d'État du général Lysius Salomon met un terme à cette transition démocratique, avec un retour à un régime autocratique. Refusant de prendre la route de l'exil, il continue sa carrière au service du nouveau pouvoir et est nommé Ministre de l'Agriculture, puis ministre des Affaires étrangères. Le 18 août 1888, il est élevé au grade de général.

### Président de la République

#### La révolution et le gouvernement provisoire
Écarté du gouvernement Salomon en 1881, Légitime rejoint l'opposition républicaine et participe à la révolution libérale de 1888 qui contraint le dictateur Salomon à quitter le pays, le 10 août.
Dès la chute du régime autocratique, un gouvernement républicain provisoire est mis en place, présidé par l'ancien président de la République Boisrond-Canal, du parti libéral, qui décrète l'instauration d'une assemblée constituante, chargée d'écrire et d'adopter une nouvelle constitution républicaine (approuvée le 16 décembre 1888).
Ami et allié politique de Boisrond-Canal, Légitime intègre le gouvernement provisoire en tant que deuxième homme, et assure l'intérim présidentiel après la démission de Boisrond-Canal le 16 octobre 1888. Membre du parti libéral, Légitime est investi comme candidat officiel par le parti pour l'élection présidentielle prévue pour le 16 décembre 1888 (date de l'adoption officielle de la constitution). Malgré une certaine notoriété, Légitime n'apparaît pas comme le favori du scrutin. Le général Seïde Thélémaque, candidat pour le parti nationaliste, est clairement perçu comme le mieux placé pour remporter cette élection.

#### Campagne présidentielle de 1888
Lors d'un rassemblement à Port-au-Prince, des tensions éclatent entre le cortège des partisans libéraux et celui des nationaux, et de violents affrontements ont lieu dans les rues de la capitale. Présent avec ses sympathisants, le général Thélémaque se retrouve piégé dans une échauffourée et est tué par un partisan de Légitime, le 28 septembre 1888.
Après cet épisode dramatique, les représentants des départements du Nord, du Nord-Ouest et de l'Artibonite considèrent Légitime comme co-responsable de la mort de son rival, notamment à cause de son manque de réaction lors des violences entre ses partisans et ceux de Thélémaque, et demande à ce qu'il retire sa candidature. Les députés des départements de l'Ouest et du Sud expriment leur soutien à Légitime, car, selon eux, celui-ci ne pouvait pas être impliqué dans un crime, ni dans un assassinat politique aussi grave. Pour cette raison, ils demandent de s'abstenir de blâmer Légitime pour la mort de Thélémaque. Quelques semaines plus tard, Légitime succède à Boisrond-Canal comme président par intérim, et confirme sa candidature. Avec la disparition de son champion, le parti nationaliste est contraint de se trouver un nouveau représentant solide, en la personne du général Callisthène Fouchard. Ancien ministre et partisan du régime dictatorial de Lysius Salomon, il se rallie à la République et intègre le parti nationaliste après la victoire des révolutionnaires. Face à Légitime, Fouchard à un sérieux avantage, celui d'être bien connu des milieux bourgeois aisés.
Pour séduire la bourgeoisie haïtienne, Légitime écrit et publie La nation ou la race haïtienne, un recueil politique dans lequel il donne une vision politique et militante de la nation haïtienne, et où il défend une certaine idée de la nation et de la république, affirmant qu'il croit en l'union nationale contre les agissements des fidèles du système autocratique.
Le 16 décembre 1888, le collège électoral de 243 votants, dont les représentants de la Chambre des communes (157 membres), les sénateurs (39 membres), les commandants militaires des régions (deux membres) et les conseillers départementaux (45 membres), est appelé à se prononcer pour l'élection du président de la République. Sur 225 votes valables, Légitime l'emporte avec 150 voix, soit 66 %, contre 75 voix pour Fouchard, soit 33 %.
Après sa victoire, Légitime déclare devant les représentants de la Nation : « Insensé qui croit pouvoir remonter le courant populaire ou le refouler ! ».

#### Gouvernement et démission

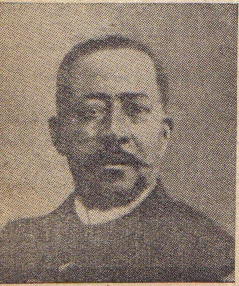
Portrait du président François D. Légitime.

Élu pour un mandat de sept ans non renouvelable, Légitime prête serment le 18 décembre 1888. Dès le début de sa présidence, ses opposants, en particulier les sympathisants du parti nationaliste, protestent contre cette élection. Cependant, l'autorité légitime du nouveau président de la République, reconnue par les puissances européennes ainsi que par les États-Unis, finit par être acceptée par les nationaux. Ayant comme priorité celle de sauvegarder la République, qu'il juge comme trop fragile face aux ambitions de certains généraux et des descendants des autocrates haïtiens, Légitime décide de conclure une entente politique avec l'opposition nationaliste, et constitue un gouvernement d'union nationale en nommant à la tête de certains ministères des représentants du parti nationaliste, comme Osman Piquant (ministre de l'Intérieur), Anselme Prophète (ministre de la Défense) ou encore son ancien adversaire à la présidence, Callisthène Fouchard (ministre des Finances).
Rapidement, le général Florvil Hyppolite, petit-fils de l'empereur Jean-Jacques Dessalines, exclue des affaires politiques par le nouveau gouvernement républicaine, revendique le pouvoir et réclame la suspension de la nouvelle constitution de la République. L'ambassadeur français de l'époque en Haïti, doutant de la stabilité du système républicain, considéré comme trop fragile, commence à entamer des discussions avec le général Hyppolite, tout comme les Américains, qui pensent qu'un coup d'État se prépare contre Légitime.
À la fin de l'année 1888, le navire de guerre haïtien Dessalines parvient à prendre possession du bateau à vapeur américain Haytian Republic en quittant le port de Saint-Marc. À bord du bateau à vapeur se trouve une commission qui tente de saper l'autorité du gouvernement haïtiens dans plusieurs ports du sud d'Haïti. En outre, à bord de la Haytian Republic, il y a des soldats, des armes et des munitions pour les troupes du général Hyppolite, qui prépare son coup d'État dans le Nord. Pour résoudre la crise, l'appel d'un tribunal de prisé a lieu, au cours duquel le département d'État américain est convoqué. Après plusieurs longues négociations, le gouvernement haïtien libère le bateau à vapeur Haytian Republic, auparavant confisqué et le 20 décembre 1888, il est remis au contre-amiral américain Stephen Luce.
Des tensions régionales éclatent également, ce qui conduit les politiciens originaires du nord à se ranger autour d'Hyppolite et à demander la démission du président. En mars 1889, Légitime parvient à faire échouer une première tentative de coup d'État, déclenchée par des proches d'Hyppolite. Les meneurs sont arrêtés et traduits en justice. Le mois suivant, deux autres soulèvements, provoqués par des partisans d'Hyppolite, sont matés par le gouvernement. Alors que le président pense à avoir pris le contrôle de la situation, il fait face à un nouveau putsch en août 1889. Hyppolite, à la tête de ses troupes, se proclame chef du pouvoir exécutif dans le Nord, et marche sur Port-au-Prince. Vaincu, Légitime démissionne le 22 août suivant. Son vice-président, le général Monpoint Jeune, qui tente de se faire reconnaître comme président de la République, est écarté par Hyppolite qui s'empare du pouvoir, suspend la constitution républicaine, et se fait proclamer président à vie.

### Dernières années
Contraint de s'exiler, Légitime se rend d'abord à Paris après une courte escale à New York, puis il reprend le chemin inverse pour s'installer à la Jamaïque où naîtra sa fille cadette, Agnès, en 1892. Après la mort d'Hyppolite en 1896, son successeur, le général Tirésias Simon Sam, autorise l'ancien président François Denys Légitime à revenir en Haïti, à la condition qu'il renonce définitivement à la politique, et qu'il reste en retrait, ce qu'il fait jusque dans les années 1910. Fidèle au nouveau régime républicain, il se montre intéressé par la politique et écrit plusieurs essais sur des sujets politiques tels que Les considérations générales du peuple de la République d'Haïti (1911). Membre fondateur de la Société d'Histoire et de Géographie d'Haïti, il revient activement en politique en devenant membre du conseil départemental du Sud, en 1918. Il meurt le 29 juillet 1935, à l'âge de 93 ans, et reçoit des funérailles nationales de la part du président Sténio Vincent.